# Pedro Muñoz (Radsportler)
Pedro Muñoz Machín Rodríguez (* 6. November 1958 in Mieres) ist ein ehemaliger spanischer Radrennfahrer.

## Sportliche Laufbahn
Pedro Muñoz war Straßenradsportler. Von 1980 bis 1991 war er als Berufsfahrer aktiv.
Er gewann in seiner Karriere als Radprofi mehrere Etappenrennen: die Vuelta a las Tres Provincias 1982, die Vuelta a Castilla und die Vuelta a Asturias 1983. An Eintagesrennen gewann er: 1982 den Gran Premio Navarra und die Trofeo Masferrer, 1984 das Rennen Prueba Villafranca de Ordizia. Dazu kamen Etappensiege in der Vuelta a España, in der Katalanischen Woche, in der Vuelta a Burgos, in der Vuelta a Asturias 1981, in der Katalanischen Woche, in der Vuelta a Aragón 1982, im Giro d’Italia, in der Vuelta a Asturias, in der Vuelta a Castilla 1983, in der Baskenland-Rundfahrt, bei Paris–Nizza 1985 und 1986, in der Vuelta a Burgos 1989.
Muñoz bestritt 18 Grand Tours. 1981 wurde er hinter Giovanni Battaglin Zweiter in der Vuelta a España. 1986 gewann er im Giro d’Italia die Bergwertung. Die Bergwertung gewann er ebenfalls 1982 und 1986 in der Katalonien-Rundfahrt.
| Grand Tour            | 1980 | 1981 | 1982 | 1983 | 1984 | 1985 | 1986 | 1987 | 1988 | 1989 |
| --------------------- | ---- | ---- | ---- | ---- | ---- | ---- | ---- | ---- | ---- | ---- |
| Vuelta a EspañaVuelta | 27   | 2    | 25   | 8    | –    | DNF  | –    | –    | –    | 34   |
| Giro d’ItaliaGiro     | –    | 41   | DNF  | 11   | –    | –    | 10   | 18   | –    | –    |
| Tour de FranceTour    | –    | –    | –    | –    | 8    | DNF  | DNF  | 22   | DNF  | –    |

## Doping
1982 wurde Muñoz neben drei weiteren Fahrern, darunter der vermeintliche Sieger Arroyo, bei der Vuelta a España nach der 17. Etappe positiv auf das Dopingmittel Ritalin getestet wurde. Nach dem Gewinn der vierten Etappe bei der Valencia-Rundfahrt 1984 wurde Muñoz erneut positiv auf Dopingmittel getestet und wurde hierfür für vier Monate gesperrt.